# 周二南
周二南（？—1645年），字汝為，雲南蒙化人，明朝、南明政治人物。

## 生平
最初周二南獲選貢為貢生，擔任長沙通判。張獻忠掠過長沙後，他招撫綏靖當地，上奏免去派銀二十八萬，去除貪贓的吏役五百六十人，獲擢升為岳州知府。人民都請求讓他留任，因此改為長沙知府，晉為僉事。隆武元年（1645年）九月，李自成的部下劉體仁、郝永忠將歸附何騰蛟，率領四五萬兵力突然進入湘陰，距離長沙百多里。城內民眾不知到他們是來歸降，於是全城陷入恐慌。周二南帶著一千人偵查，抵達瀏陽，劉體仁等人以為他們偷襲，於是射箭防禦。他和與參謀吳愉、吉府指揮千戶俞一麟都戰死。朝廷得知後，追贈周二南為大理卿。

## 引用
1. 1 2  錢海岳《南明史·卷四十八·列傳第二十四》：周二南，字汝為，蒙化人。繇選貢為長沙通判。當張獻忠兵後，招綏多勞，奏免派銀二十八萬，剔衙蠹五百六十人，擢岳州知府。士民固留，乃改長沙，晉僉事。。
2. ↑  《明史》·卷二百九十四·列傳第一百八十二：（周）二南，字汝為，雲南人。由選貢為長沙通判，盡職業，與道憲深相得。擢岳州知府，士民固留，乃以新秩還長沙，後亦死。
3. ↑  錢海岳《南明史·卷四十八·列傳第二十四》：隆武元年九月，李自成部劉體仁、郝永忠將歸何騰蛟，率眾四五萬突入湘陰，拒長沙才百里。城中人不知其來歸，大恐。二南以千人俱偵，抵瀏陽，自成部以為襲己，叢射之。二南與參謀吳愉、吉府指揮千戶俞一麟俱力戰死。事聞，贈二南大理卿。

## 延伸阅读
[在维基数据编辑]
 《明史卷二百九十四》，出自《明史》